# ده نو خواجه شکرالله
ده نو خواجه شکرالله، روستایی از توابع بخش مرکزی شهرستان الیگودرز در استان لرستان ایران است.ملک این روستا متعلق به خواجه شکرالله موگویی بوده ولی این روستا محل زندگی افرادی از تیره خواجه باجول موگویی و تیره های میرزاوند و صوفی و .... بساک میوند بوده است ولی به مرور زمان این روستا تقریباً خالی از سکنه شده است و حدوداً ۶ خانوار در آن زندگی میکنند.

## جمعیت
این روستا در دهستان بربرود غربی قرار دارد و براساس سرشماری مرکز آمار ایران در سال ۱۳۸۵، جمعیت آن زیر سه خانوار بوده‌است.